# ヨクナパトーファ郡
ヨクナパトーファ郡（ヨクナパトーファぐん、Yoknapatawpha County）は、アメリカの作家ウィリアム・フォークナーによって創出された架空の土地。ミシシッピ州ラファイエット郡がモデルとされる。
小説『アブサロム、アブサロム！』所収の地図によれば、同郡はアメリカ合衆国ミシシッピ州に属し、広さ2400平方マイル、人口は白人が6298人、黒人が9313人であるという。郡都はジェファーソン。この地を舞台とした作品は、『サートリス』『響きと怒り』『死の床に横たわりて』『サンクチュアリ』『八月の光』『アブサロム、アブサロム!』『征服されざる人びと』『村』『墓地への侵入者』『駒さばき』『尼僧への鎮魂歌』『町』『館』『自動車泥棒』などで、サートリス家、コンプソン家、スノープス家などの人々が繰り返し登場する。
オノレ・ド・バルザックの「同一人物再登場」の方法に学んだこれらの一連の作品は「ヨクナパトーファ・サーガ（Yoknapatawpha Saga）」と呼ばれ、日本では井上光晴、大江健三郎、中上健次、阿部和重などの作品に、その色濃い影響が見られる。

## ヨクナパトーファ郡を舞台にした小説
- 『サートリス』"Sartoris"（1929年）
- 『響きと怒り』"The Sound and the Fury"（1929年）
- 『死の床に横たわりて』"As I Lay Dying"（1930年）
- 『サンクチュアリ』"Sanctuary"（1931年）
- 『八月の光』"Light in August"（1932年）
- 『アブサロム、アブサロム!』"Absalom, Absalom!"（1936年）
- 『征服されざる人々』"The Unvanquished"（1938年）
- 『村』"The Hamlet"（1940年）
- 『行け、モーセ』"Go Down, Moses"（1940年）
- 『墓地への侵入者』"Intruder in the Dust"（1948年）
- 『尼僧への鎮魂歌』"Requiem for a Nun" (1951年)
- 『町』"The Town"（1954年）
- 『館』"The Mansion"（1959年）
- 『自動車泥棒』The Reivers""（1962年）